# Craighall Sherry
Craighall Sherry foi uma atriz britânica de cinema e teatro.

## Filmografia
- Spione (1928)
- Number 17 (1928)
- The Informer (1929)
- The Loves of Robert Burns (1930)
- Nell Gwynn (1934)
- Royal Cavalcade (1935)